# ヤギ亜科
ヤギ亜科（ヤギあか、Caprinae）は、偶蹄目ウシ科に含まれる亜科。近年はウシ科のうちウシ亜科を除く構成種をAntilopinae亜科としてまとめる説があり、その説に従えばヤギ族（ヤギぞく、Caprini）にあたる。

## 分布
アフリカ大陸北部、北アメリカ大陸、ユーラシア大陸、インドネシア（スマトラ島）、日本

## 形態
体型は頑丈。頸部は短い。尾は短く、尾の先端も房状にならない。全身は長い体毛で被われるが、一部が伸長し髭状や鬣状になる種が多い。
多くの種で雌雄共に角があり、角はメスの方が小型である種は多いものの形状による性的二型は小さい。四肢は頑丈。蹄は短く、左右の蹄が皮膚膜で繋がる。乳頭の数は2個か4個。

## 分類
ウシ科をウシ亜科と、Antilopinae（従来の分類におけるウシ亜科を除く全種）の2亜科とする説がある。その説に従う場合は本項の内容はヤギ族に関するものとなる。
以前はウシ科のうち左右の蹄が皮膚膜で繋がる種（ダイカー亜科も皮膚膜で繋がるが構造が異なる）がヤギ亜科としてまとめられていた。サイガ属も含まれ、亜科内ではヤギ族Caprini（Antilopinae亜科のヤギ族とは定義が異なる）、ジャコウウシ族Ovibovini（ジャコウウシ属のみ）・シャモア族Repicaprini（以下の4属）・サイガ族Saigini（サイガ属・チルー属）に分割する説もあった。シャモア族を構成するカモシカ属・ゴーラル属・シャモア属・シロイワヤギ属が亜科内では原始的な分類群だと考えられ、サイガ族は形態から亜科内ではブラックバック亜科に近縁だと考えられブラックバック亜科に含める説もあった。
2003年に発表されたミトコンドリアDNAの12S rRNA・16S rRNAの分子系統解析ではチルーはヤギ亜科に含まれるものの、サイガはブラックバック亜科に含まれると推定された。
2012年にミトコンドリアDNAのシトクロムbとCOI遺伝子の塩基配列を決定し最大節約法で推定した鯨偶蹄目（出典での学名に従う）を包括した系統解析では、ハーテビースト族（前述のように従来の分類ではAlcelaphinaeにあたる）とブルーバック族（従来の分類ではブルーバック亜科にあたる）の2族と単系統群を形成する。これら3族の単系統性はそれぞれの族から一部の種を解析に含めただけだが、2013年に発表された核DNAとミトコンドリアDNAの9遺伝子の塩基配列を決定し最大節約法・最尤法・ベイズ法で推定した系統推定でも支持されている。
亜科内ではチルーが最も初期に分岐し、次いでジャコウウシ属・カモシカ属・ゴーラル属からなる単系統群が分岐したと推定され、シャモア属やシロイワヤギ属は比較的派生的な分類群にあたる。
ヒツジ・シロイワヤギなどは、ジャコウウシ亜族に近縁とする説もあったが、ヤギ亜族内に位置する。
以下の分類・英名はGrabb（2005）を基に、和名は今泉（1988）および川田ら（2018）を基にする。
- バーバリーシープ属 Ammotragus
  - Ammotragus lervia バーバリーシープ Barbary sheep
- Arabitragus[11]
  - Arabitragus jayakari アラビアタール Arabian tahr[12]
- ターキン属 Budorcas
  - Budorcas taxicolor ターキン Takin[12]
- ヤギ属 Capra
  - Capra aegagrus[13] パサン Wild goat[12]
  - Capra caucasica カフカスアイベックス West Caucasian tur[12]
  - Capra cylindricornis カフカスツール Eastern Caucasian tur[12]（カフカスアイベックスに含む説もあり）
  - Capra falconeri マーコール Markhor[12]
  - Capra hircus ヤギ Goat
  - Capra ibex アイベックス Alpine ibex
  - Capra nubiana ヌビアアイベックス Nubian ibex[12]
  - Capra pyrenaica スペインアイベックス Spanish ibex
  - Capra sibirica シベリアアイベックス Siberian ibex
  - Capra walie ワリアアイベックス[14] Walia
- カモシカ属 Capricornis
  - Capricornis crispus ニホンカモシカ Japanese serow
  - Capricornis milneedwardsii チュウゴクカモシカ Chinese serow（スマトラカモシカに含める説もあり[15]）
  - Capricornis rubidus アカカモシカ Red serow
  - Capricornis sumatraensis スマトラカモシカ Sumatran serow[16]
  - Capricornis swinhoei タイワンカモシカ Formosan serow （ニホンカモシカの亜種とする説もあり[3][16]）
  - Capricornis thar ヒマラヤカモシカ Himalayan serow（スマトラカモシカに含める説もあり[15]）
- Hemitragus（旧タール属。アラビアタールとニルギリタールをそれぞれ独立属として分割[11]）
  - Hemitragus jemlahicus ヒマラヤタール Himalayan tahr[16]
- ゴーラル属 Naemorhedus
  - Naemorhedus baileyi アカゴーラル Red goral（ゴーラルの亜種とする説もあった[3][16]。N. cranbrookiを分割する説もあり[17]）
  - Naemorhedus caudatus オナガゴーラル Long-tailed goral[12]
  - Naemorhedus evansi Burmese goral[15]（チュウゴクゴーラルから分割[17]）
  - Naemorhedus goral ゴーラル Himalayan goral
  - Naemorhedus griseus チュウゴクゴーラル Chinese goral（ゴーラルに含める説もあり[15][17][18]）
- Nilgiritragus[11]
  - Nilgiritragus hylocrius ニルギリタール Nilgiri tahr[16]
- バーラル属 Pseudois
  - Pseudois nayaur バーラル Bharal
  - Pseudois schaeferi コビトバーラル[12] Dwarf bharal
- シロイワヤギ属 Oreamnos
  - Oreamnos americanus シロイワヤギ Mountain goat
- ジャコウウシ属 Ovibos
  - Ovibos moschatus ジャコウウシ Muskox
- ヒツジ属 Ovis
  - Ovis ammon アルガリ Argali[12]
  - Ovis aries ヒツジ
  - Ovis canadensis ビッグホーン Bighorn sheep
  - Ovis dalli ドールビッグホーン Dall's sheep （ビッグホーンに含む説もあり[3]）
  - Ovis nivicola シベリアビッグホーン Snow sheep （ビッグホーンに含む説もあり[3]）
  - Ovis orientalis[13] ムフロン Mouflon[12]
- チルー属 Pantholops
  - Pontholops hodgsoni チルー Chiru[12]
- シャモア属 Rupicapra
  - Rupicapra pyrenaica ピレネーシャモア Pyrenean chamois
  - Rupicapra rupicapra シャモア Chamois

## 生態
山地、森林、ステップ、ツンドラなどに生息する。
食性は植物食で、草や木の葉、芽、樹皮、果実などを食べる。

## 人間との関係
ムフロンが家畜化されヒツジ、パサンが家畜化されヤギになったと考えられている。
森林伐採・放牧・紛争などによる生息地の破壊、毛皮や食用・薬用・角目的の乱獲、家畜との競合や交雑などにより生息数が減少している種もいる。

## 画像

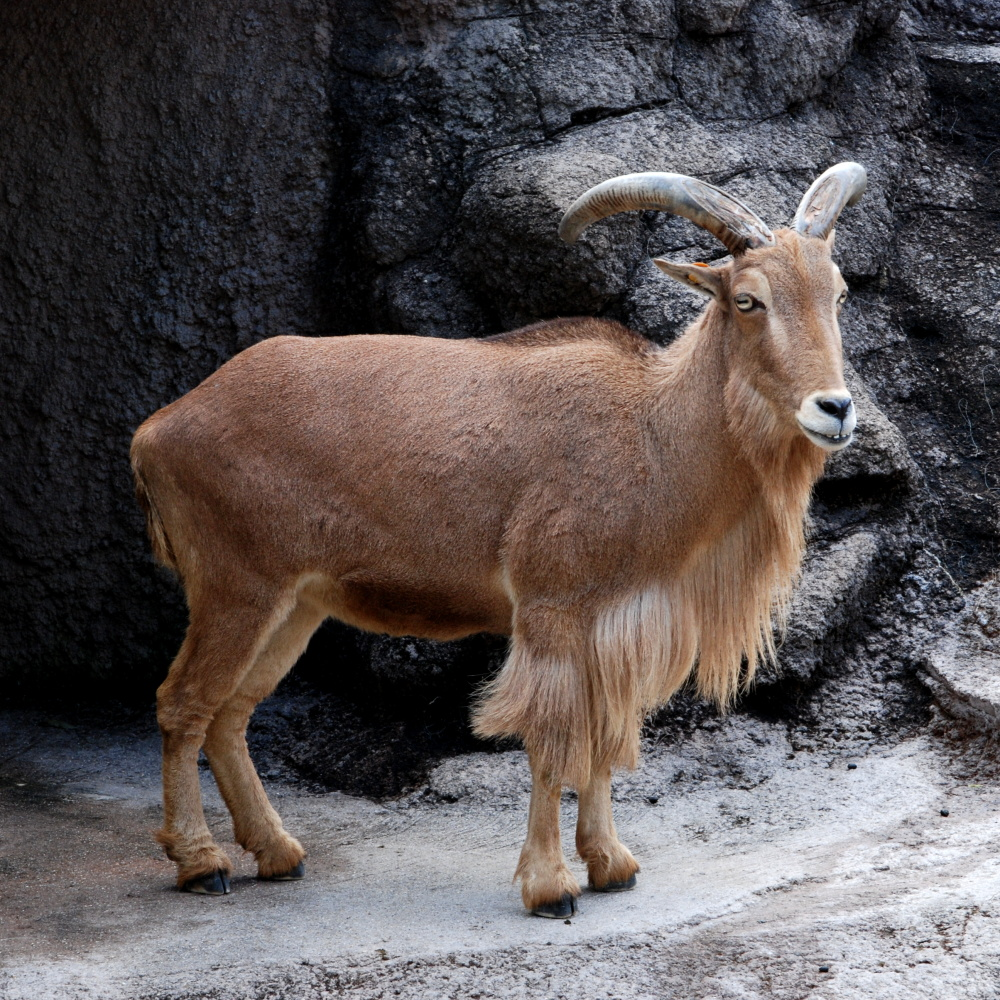
バーバリーシープ A. lervia
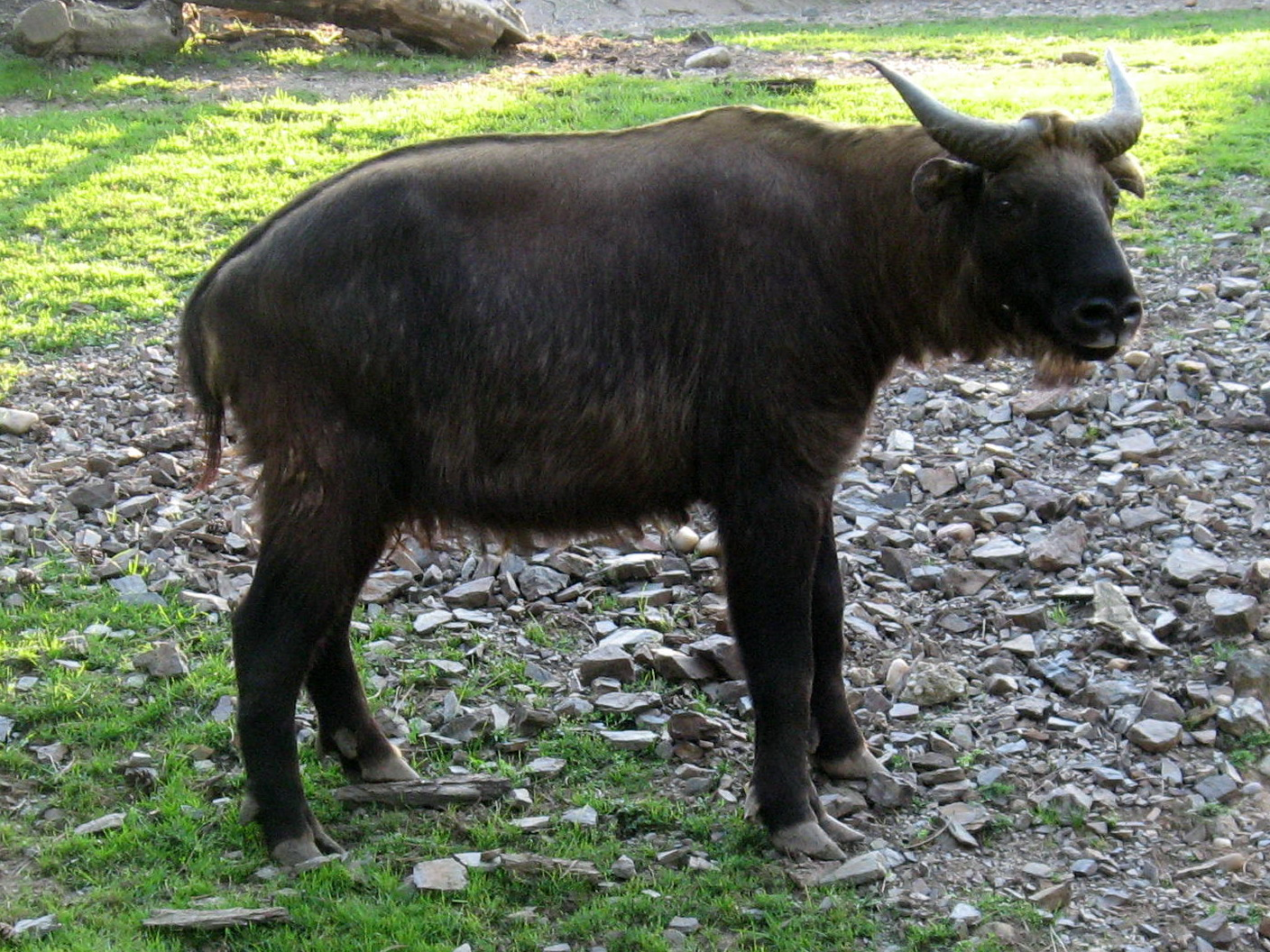
ターキン B. taxicolor
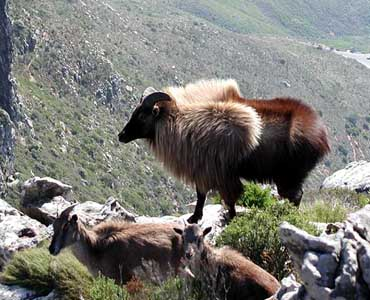
ヒマラヤタール H. jemlahicus
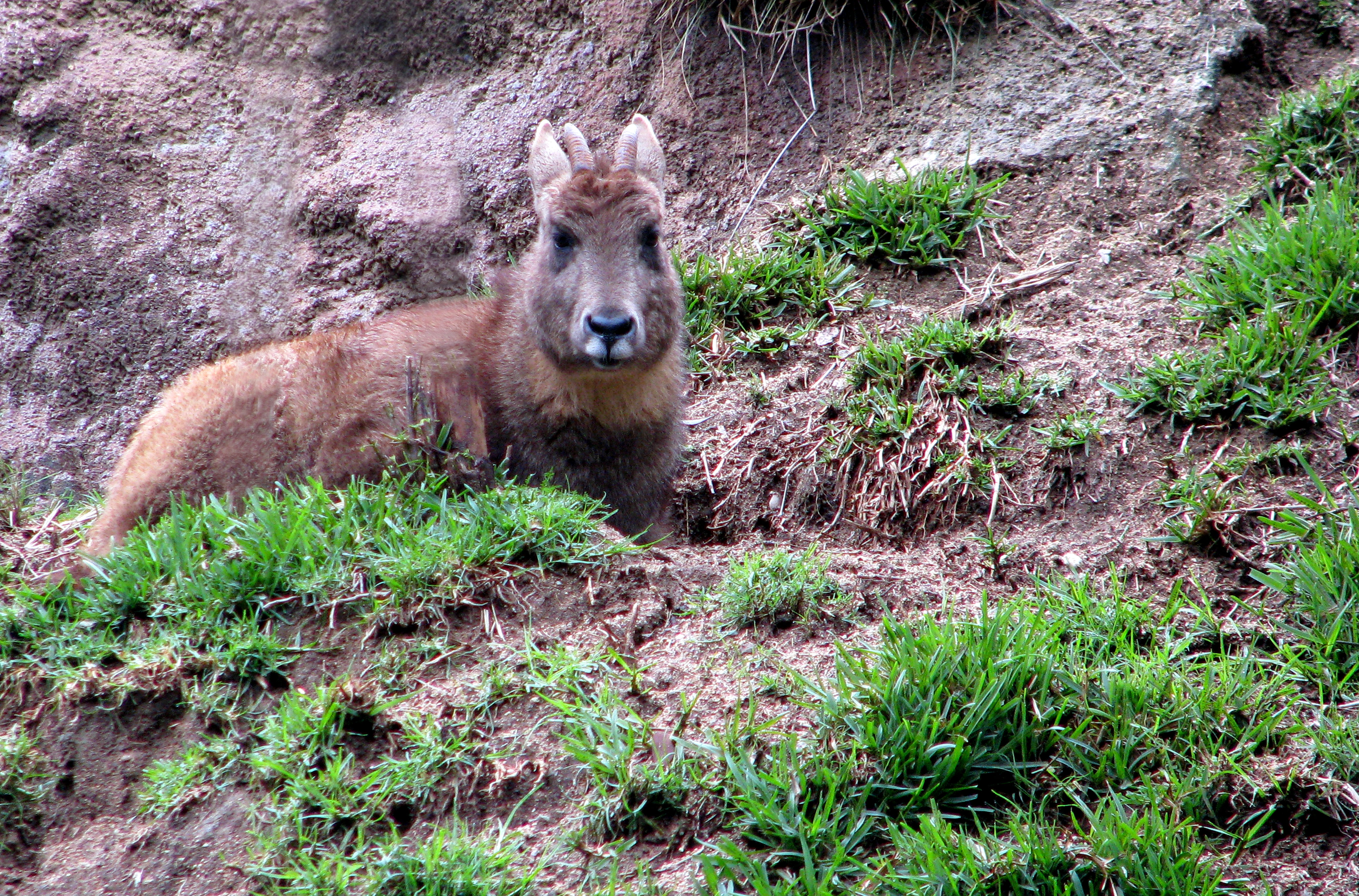
ゴーラル N. goral
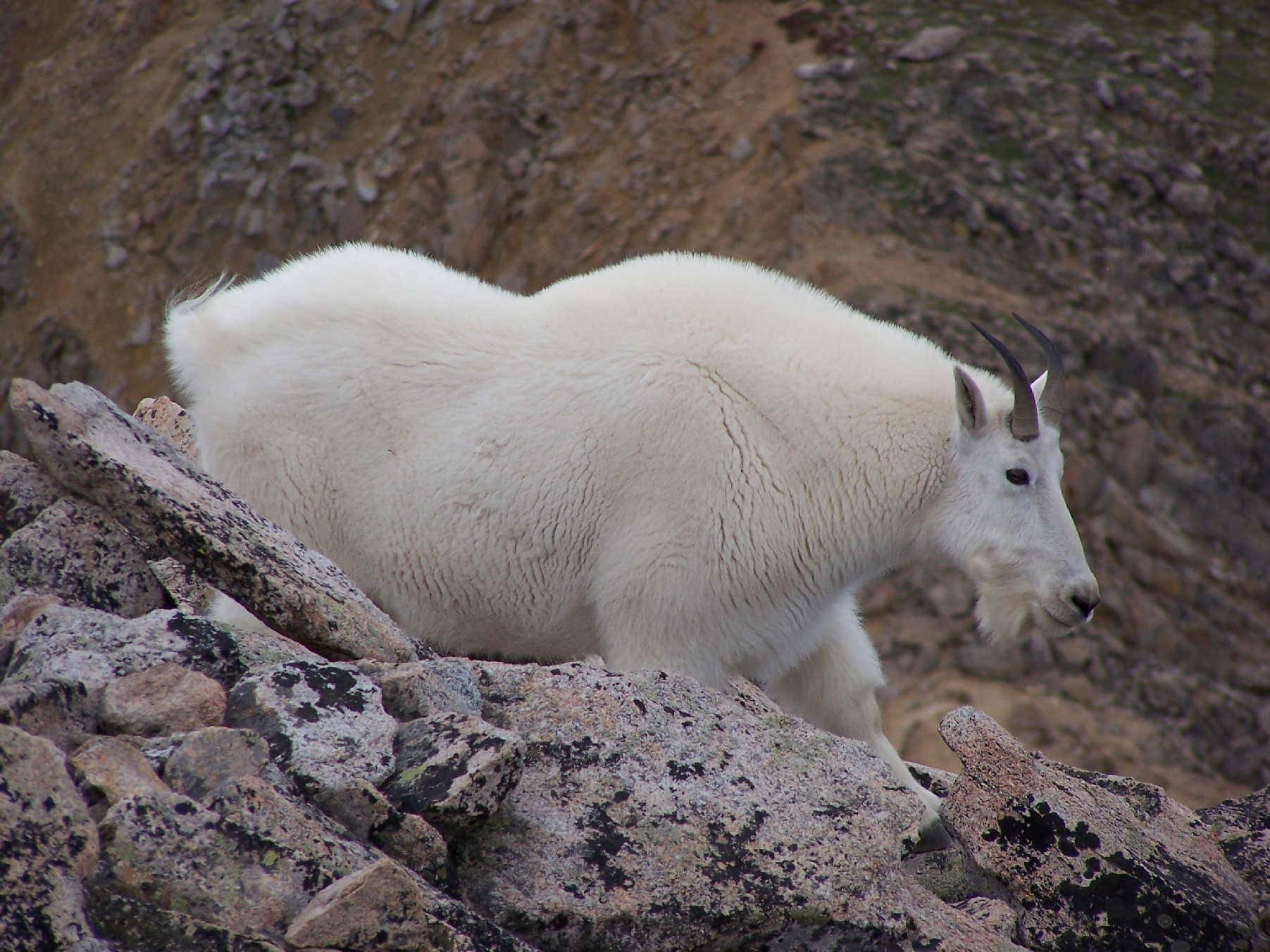
シロイワヤギ O. americanus
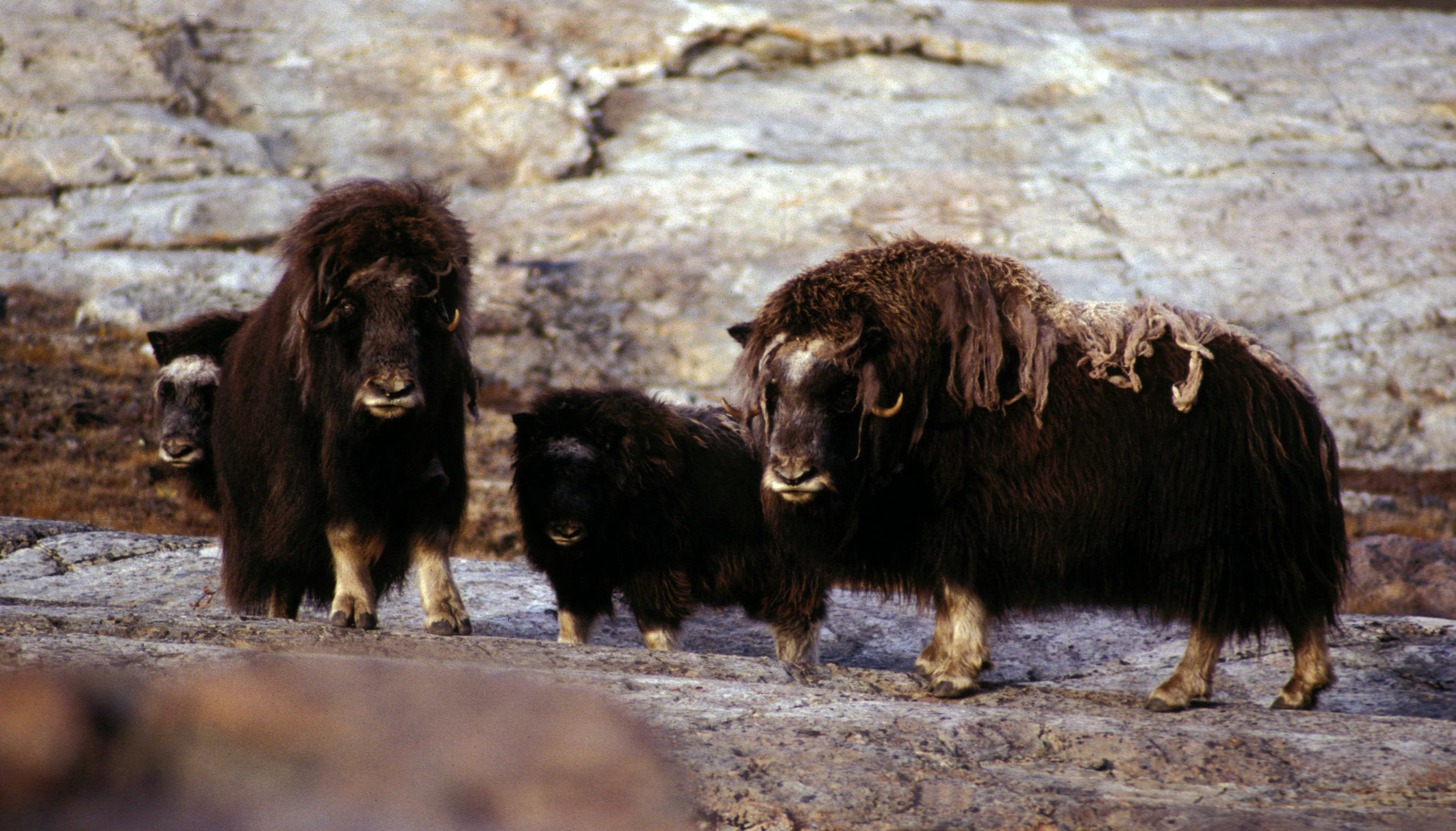
ジャコウウシ O. moschatus
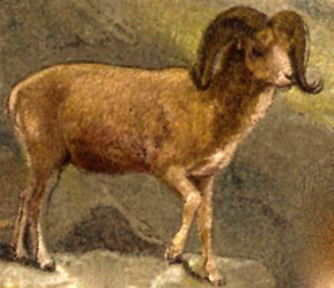
アルガリ O. ammon
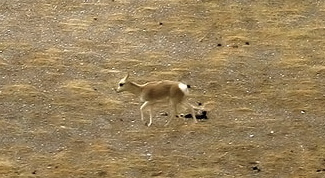
チルー P. hodgsonii
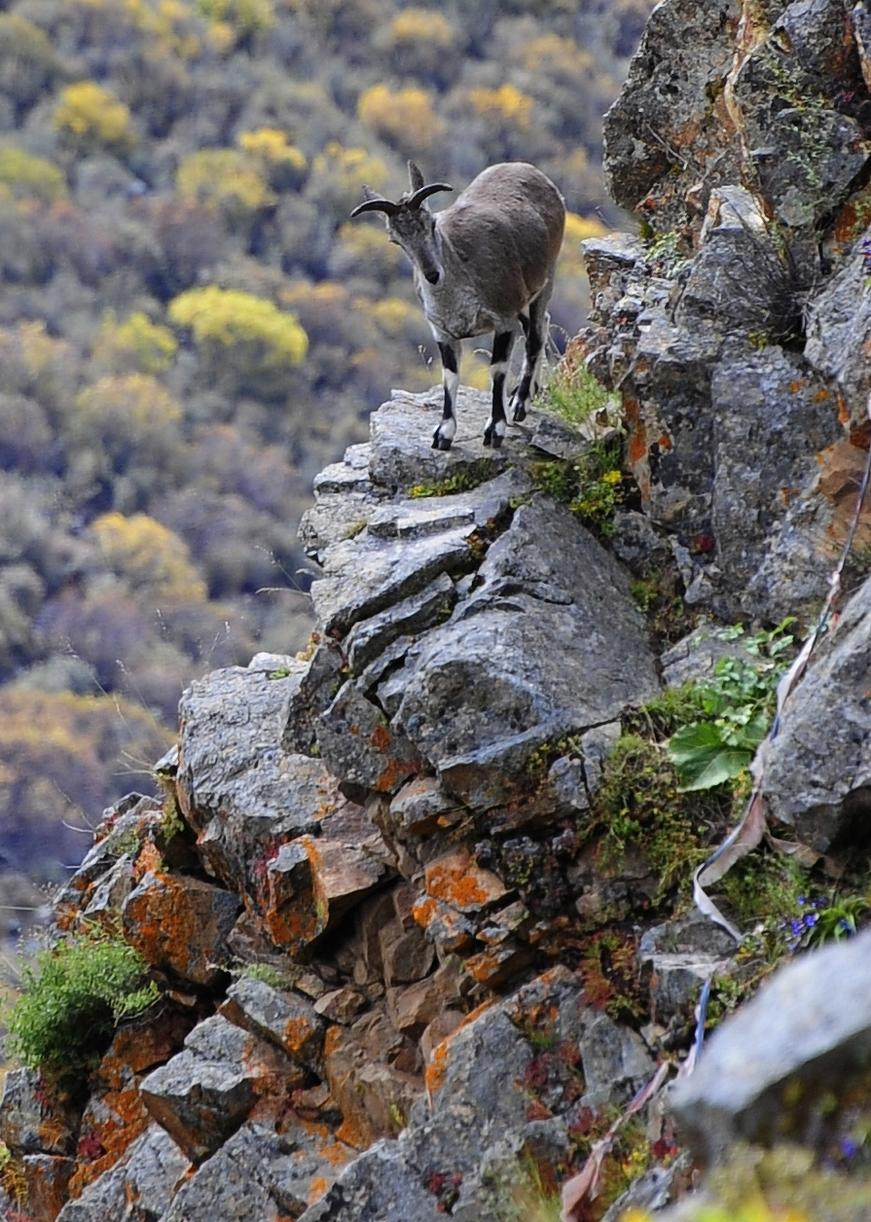
ゴーラル P. nayaur
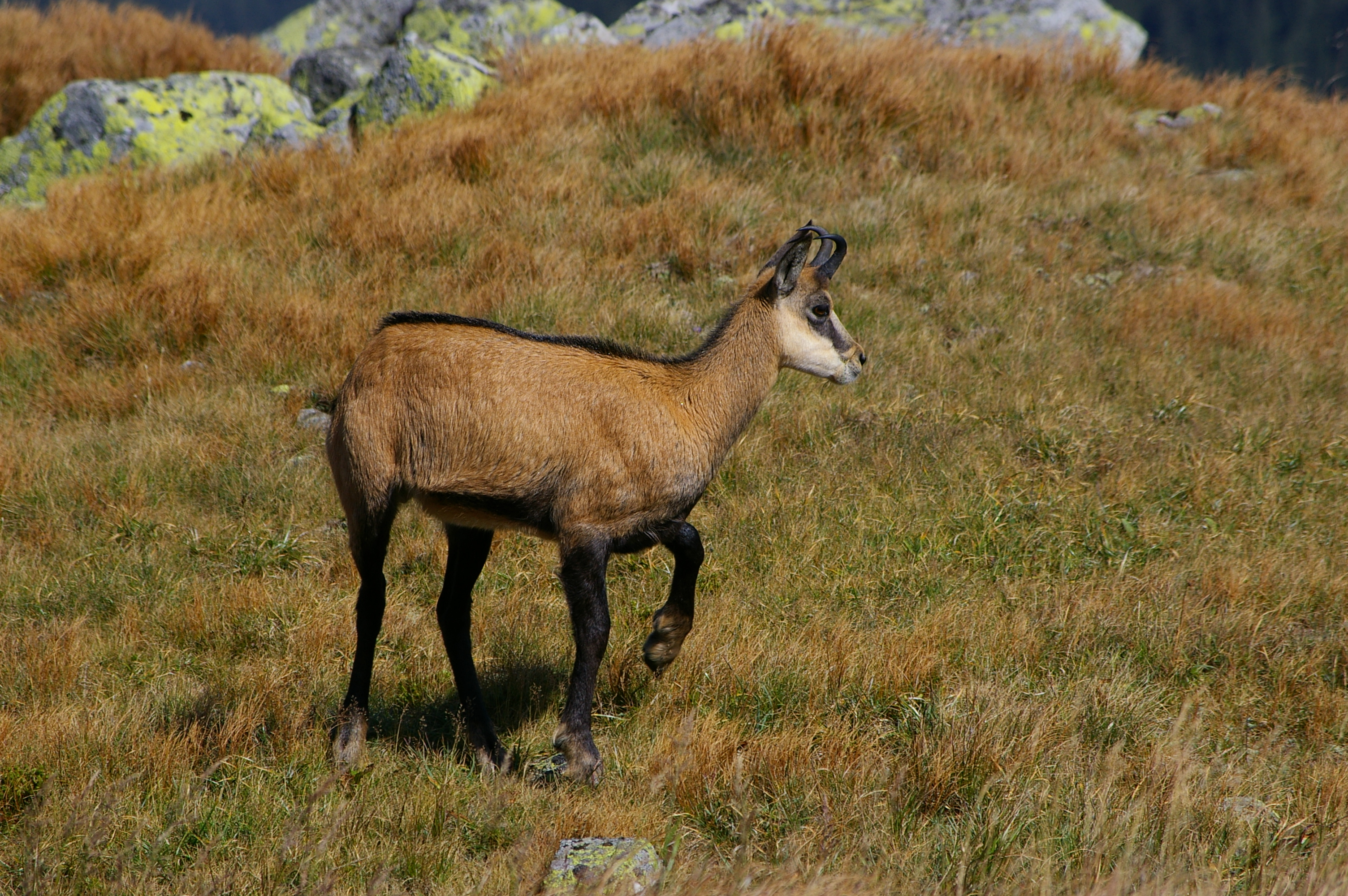
シャモア R. rupicapra